# Nouvelle bonification indiciaire dans la fonction publique française
La nouvelle bonification indiciaire (NBI) est à partir de 1993 une prime « attachée à certains emplois comportant l'exercice d'une responsabilité ou d'une technicité particulière ». Attribuée aux agents de la fonction publique française.
La NBI a été instituée, à la suite du protocole d’accord conclu le 9 février 1990 sur la rénovation de la grille des classifications et des rémunérations des trois fonctions publiques, par la loi no 91-73 du 18 janvier 1991 modifiée.